# Луцій Кассій Лонгін (консул 30 року)
Луцій Кассій Лонгін (5 рік до н. е. — 41 рік н. е.) — політичний діяч ранньої Римської імперії, консул 30 року.

## Життєпис
Походив з роду нобілів Кассієв. Син Луція Кассія Лонгіна, консула-суффекта 11 року, та Елії. У 30 році обрано консулом разом з Марком Вініцієм. У цьому ж році за намовою Сеяна запропонував стратити Друза Цезаря, сина Германіка. Ця пропозиція була прийнята, але кару відстрочено. У 32 році у сенаті Лонгін підтримував пропозицію про прокляття пам'яті Лівії Юлії, що отруїла свого чоловіка Друза, сина Тиберія, а також про передачу конфіскованого майна Сеяна з казначейства до імператорської скарбниці.
У 33 році Лонгін одружився з Юлією Друзіллою, донькою Германіка. У 36 році як квінквевір увійшов до складу комісії для визначення збитків від пожежі, що знищила пагорб Авентін та частину цирку. Коли у 37 році до влади прийшов Калігула, брат і коханець Друзілли, він розвів її з Кассієм. У 41 році був вбитий за наказом Калігули, якому сповістив віщун, що імператора вб'є людина на ім'я Кассій.